# 曹棟
曹棟（？—？），字隆卿，直隸鎮江府丹徒縣人，軍籍，明朝政治人物。

## 生平
嘉靖三十四年（1555年）乙卯科應天府鄉試第九十六名舉人。嘉靖三十八年（1559年）中式己未科會試第二十名，三甲第一百二十名進士。授江西鄱阳县知县，四十三年七月选授兵科给事中，四十四年二月升湖广按察司佥事，隆慶二年（1568年）正月升广西布政使司右参议。

## 家族
曾祖曹寧；祖父曹貴，義官；父曹沂，引禮舍人。嫡母吳氏；繼王氏；生母張氏。